# Roguina delineata
Roguina delineata är en insektsart som beskrevs av Young 1986. Roguina delineata ingår i släktet Roguina och familjen dvärgstritar. Inga underarter finns listade i Catalogue of Life.